# Systoechus pallidulus
Systoechus pallidulus är en tvåvingeart som först beskrevs av Walker 1849.  Systoechus pallidulus ingår i släktet Systoechus och familjen svävflugor. Inga underarter finns listade i Catalogue of Life.